# Jeżów (gemeente)
De gemeente Jeżów is een landgemeente in het Poolse woiwodschap Łódź, in powiat Brzeziński.
De zetel van de gemeente is in Jeżów.
Op 30 juni 2004 telde de gemeente 3640 inwoners.

## Oppervlakte gegevens
In 2002 bedroeg de totale oppervlakte van gemeente Jeżów 63,8 km², waarvan:
- agrarisch gebied: 88%
- bossen: 6%

De gemeente beslaat 17,8% van de totale oppervlakte van de powiat.

## Demografie
Stand op 30 juni 2004:
| Omschrijving                   | Totaal | Totaal | Vrouwen | Vrouwen | Mannen | Mannen |
| ------------------------------ | ------ | ------ | ------- | ------- | ------ | ------ |
| eenheid                        | aantal | %      | aantal  | %       | aantal | %      |
| inwoners                       | 3640   | 100    | 1802    | 49,5    | 1838   | 50,5   |
| bevolkingsdichtheid (inw./km²) | 57,1   | 57,1   | 28,2    | 28,2    | 28,8   | 28,8   |

In 2002 bedroeg het gemiddelde inkomen per inwoner 1353,55 zł.

## Plaatsen
Brynica, Dąbrowa, Frydrychów, Góra, Jankowice, Jankowice-Kolonia, Jasienin Duży, Jasienin Mały, Jeżów, Kosiska, Leszczyny-Kolonia, Lubiska, Lubiska-Kolonia, Marianówek, Mikulin, Mikulin-Parcela, Mościska, Olszewo, Popień, Popień-Parcela, Przybyszyce, Rewica, Rewica Królewska, Rewica Szlachecka, Rewica-Kolonia, Stare Leszczyny, Strzelna, Taurów, Władysławowo, Wola Łokotowa, Zamłynie.

## Aangrenzende gemeenten
Głuchów, Koluszki, Rogów, Słupia, Żelechlinek